# Georgi Dzjikija
Georgi Tamazovitsj Dzjikija (Russisch: Георгий Тамазович Джикия, Georgisch: გიორგი თამაზის ძე ჯიქია) (Moskou, 21 november 1993) is een Russisch voetballer van Georgische komaf die bij voorkeur als verdediger speelt. Hij verruilde Amkar Perm in januari 2017 voor Spartak Moskou. Dzjikija debuteerde in 2017 in het Russisch voetbalelftal.

## Spelerscarrière
Dzjikija speelde acht jaar in de jeugd van Lokomotiv Moskou in zijn geboortestad, maar maakte nooit zijn debuut in het eerste elftal van de club. Tussen 2011 en 2013 speelde hij wel voor het tweede team van Lokomotiv. In 2014 speelde Dzjikija kortstondig voor Spartak Naltsjik in de Russische tweede divisie totdat de club failliet werd verklaard. Dzjikija stapte hierna transfervrij over naar FK Chimik Dzerzjinsk, waar hij een seizoen lang een vaste waarde in de verdediging was. Zijn sterke seizoen bleef bij meerdere clubs in de Premjer-Liga niet onopgemerkt. Dzjikija koos uiteindelijk voor een overstap naar de Russische eredivisionist Amkar Perm. Na anderhalf seizoen, in januari 2017, werd Dzjikija voor €2.350.000,- verkocht aan topclub Spartak Moskou. Met de Moskovieten werd hij in hetzelfde seizoen nog landskampioen. In het daaropvolgde seizoen won Spartak ook de Russische supercup.

## Interlandcarrière
Dzjikija werd in november 2016 voor het eerst opgeroepen voor het Russisch voetbalelftal, maar debuteerde in de vriendschappelijke wedstrijden tegen Qatar en Roemenië nog niet. Zijn debuut volgde op 5 juni 2017 in een vriendschappelijk duel in en tegen Hongarije (0–3 winst). Dzjikija begon in de basis en werd in de 81ste minuut vervangen door Roman Sjisjkin. Dzjikija kwam later die maand voor Rusland uit op de FIFA Confederations Cup 2017. Hij miste het wereldkampioenschap in 2018 in eigen land door een kruisbandblessure. Dzjikija maakte zijn eerste doelpunt op 16 november 2019 in een EK-kwalificatieduel tegen België (1–4 verlies). In mei 2021 werd bekend dat bondscoach Stanislav Tsjertsjesov Dzjikija opnam in de definitieve selectie van het uitgestelde EK 2020. Dzjikija speelde alle groepsduels, maar de Russen eindigden in hun poule als laatste na nederlagen tegen België (0–3) en Denemarken (1–4) en winst op Finland (1–0).
| Interlanddoelpunten van Georgi Dzjikija voor Rusland | Interlanddoelpunten van Georgi Dzjikija voor Rusland | Interlanddoelpunten van Georgi Dzjikija voor Rusland | Interlanddoelpunten van Georgi Dzjikija voor Rusland | Interlanddoelpunten van Georgi Dzjikija voor Rusland | Interlanddoelpunten van Georgi Dzjikija voor Rusland |
| No.                                                  | Datum                                                | Wedstrijd                                            | Score                                                | Uitslag                                              | Competitie                                           |
| Als speler van Spartak Moskou                        | Als speler van Spartak Moskou                        | Als speler van Spartak Moskou                        | Als speler van Spartak Moskou                        | Als speler van Spartak Moskou                        | Als speler van Spartak Moskou                        |
| ---------------------------------------------------- | ---------------------------------------------------- | ---------------------------------------------------- | ---------------------------------------------------- | ---------------------------------------------------- | ---------------------------------------------------- |
| 1                                                    | 16 november 2019                                     | Rusland – België                                     | 1 – 4                                                | 1 – 4                                                | EK 2020 kwalificatie                                 |
| 2                                                    | 11 oktober 2021                                      | Slovenië – Rusland                                   | 0 – 2                                                | 1 – 2                                                | WK 2022 kwalificatie                                 |

## Erelijst
Spartak Moskou
- Landskampioenschap

2016/17
- Russische supercup

2017